# Благовещенский (Краснодарский край)
Благовещенский (Благовещенское) — упразднённый в 1969 году хутор Анапского района Краснодарского края. Ныне центральная часть села Витязево муниципального образования «город-курорт Анапа».

## Название
Название хутора передано в название переулка Благовещенский в селе Витязево.

## История
Снят с учёта Решением Краснодарского краевого Совета народных депутатов от 15.01.1969. 